# 15. ročník udílení Nickelodeon Kids' Choice Awards
15. ročník Nickelodeon Kid's Choice Awards se konal 20. dubna 2002 v Barker Hangar v Santa Monice, Kalifornie. Moderování se ujala Rosie O'Donnell. V rámci ceremoniálu vystoupila zpěvačka Pink.

## Vítězové a nominovaní

### Film

#### Nejoblíbenější film
- Křižovatka smrti 2
- Harry Potter a Kámen mudrců
- Shrek
- Příšerky s.r.o.

#### Nejoblíbenější filmový herec
- Chris Tucker (Křižovatka smrti 2)
- Jackie Chan (Křižovatka smrti 2)
- Eddie Murphy (Dr. Dolittle)
- Brendan Fraser (Mumie se vrací)

#### Nejoblíbenější filmová herečka
- Jennifer Lopez (Svatby podle Mary)
- Raven-Symoné (Dr. Dolittle 2)
- Reese Witherspoonová (Pravá blondýnka)
- Julie Andrews (Deník princezny)

#### Nejoblíbenější hlas z animovaného filmu
- Mike Myers  jako Shrek (Shrek)
- Cameron Diaz jako Fiona (Shrek)
- Eddie Murphy jako Oslík (Shrek)
- Billy Crystal jako Mike Wazowski (Příšerky s.r.o.)

### Televize

#### Nejoblíbenější televizní seriál
- All That
- Přátelé
- Lizzie McGuire
- Sedmé nebe

#### Nejoblíbenější animovaný seriál
- Simpsonovi
- Arnoldovy patálie
- Lumpíci
- Ed, Edd, & Eddy

#### Nejoblíbenější televizní herec
- Nick Cannon (The Nick Cannon Show)
- Matt LeBlanc (Přátelé)
- Donovan Patton (Blue's Clues)
- Matthew Perry  (Přátelé)

#### Nejoblíbenější televizní herečka
- Jennifer Aniston (Přátelé)
- Amanda Bynes (The Amanda Show a Co mám na tobě ráda)
- Hilary Duff  (Lizzie McGuire)
- Melissa Joan Hart (Sabrina - mladá čarodějnice)

#### Nejoblíbenější televizní hostující hvězda
- Britney Spears (All That)
- Brad Pitt  (Přátelé)
- Glenn Close (Will & Grace)
- Michael Douglas (Will & Grace)

### Hudba

#### Nejoblíbenější písnička
- Pink — "Get the Party Started"
- Britney Spears — "Don't Let Me Be the Last to Know"
- *NSYNC — "Pop"
- Smash Mouth — "I'm a Believer"

#### Nejoblíbenější zpěvák
- Usher
- Lil' Romeo
- Bow Wow
- Aaron Carter

#### Nejoblíbenější zpěvačka
- P!nk
- Janet Jacksonová
- Britney Spears
- Jennifer Lopez

#### Nejoblíbenější skupina
- Destiny's Child
- *NSYNC
- Backstreet Boys
- Dream

#### Nejoblíbenější kapela
- Baha Men
- Smash Mouth
- Sugar Ray
- Creed

### Sport

#### Nejoblíbenější sportovec/sportovkyně
- Michelle Kwanová
- Michael Jordan

#### Nejoblíbenější sprotovní tým
- Los Angeles Lakers
- New York Yankees
- Arizona Diamondbacks
- San Francisco 49ers

### Další

#### Nejoblíbenější videohra
- Mario Kart: Super Circuit
- Backyard Baseball
- Crash Bandicoot: The Wrath of Cortex
- Harry Potter and the Philosopher's Stone

#### Nejoblíbenější kniha
- Harry Potter série
- Chicken Soup for the Soul série
- Shrek!
- Atlantis: The Lost Empire

#### Nejoblíbenější akční herec
- Jackie Chan (Křižovatka smrti 2)
- Chris Tucker (Křižovatka smrti 2)
- Antonio Banderas (Spy Kids: Špioni v akci)
- Elijah Wood (Pán prstenů: Společenstvo Prstenu)

#### Nejoblíbenější akční herečka
- Sarah Michelle Gellar (Buffy, přemožitelka upírů)
- Zhang Ziyi (Křižovatka smrti 2)
- Jessica Alba (Dark Angel)
- Angelina Jolie (Lara Croft: Tomb Raider)

### Nejlepší krk
- Steve Irwin a Jessica Alba

### Wannabe Award
- Janet Jacksonová